# Étienne Eugène De Greef
 (mai 2023).
La mise en forme du texte ne suit pas les recommandations de Wikipédia : il faut le « wikifier ».
Les points d'amélioration suivants sont les cas les plus fréquents. Le détail des points à revoir est peut-être précisé sur la page de discussion.
- Les titres sont pré-formatés par le logiciel. Ils ne sont ni en capitales, ni en gras.
- Le texte ne doit pas être écrit en capitales (les noms de famille non plus), ni en gras, ni en italique, ni en « petit »…
- Le gras n'est utilisé que pour surligner le titre de l'article dans l'introduction, une seule fois.
- L'italique est rarement utilisé : mots en langue étrangère, titres d'œuvres, noms de bateaux, etc.
- Les citations ne sont pas en italique mais en corps de texte normal. Elles sont entourées par des guillemets français : « et ».
- Les listes à puces sont à éviter, des paragraphes rédigés étant largement préférés. Les tableaux sont à réserver à la présentation de données structurées (résultats, etc.).
- Les appels de note de bas de page (petits chiffres en exposant, introduits par l'outil «  Source ») sont à placer entre la fin de phrase et le point final[comme ça].
- Les liens internes (vers d'autres articles de Wikipédia) sont à choisir avec parcimonie. Créez des liens vers des articles approfondissant le sujet. Les termes génériques sans rapport avec le sujet sont à éviter, ainsi que les répétitions de liens vers un même terme.
- Les liens externes sont à placer uniquement dans une section « Liens externes », à la fin de l'article. Ces liens sont à choisir avec parcimonie suivant les règles définies. Si un lien sert de source à l'article, son insertion dans le texte est à faire par les notes de bas de page.
- La présentation des références doit suivre les conventions bibliographiques. Il est recommandé d'utiliser les modèles {{Ouvrage}}, {{Chapitre}}, {{Article}}, {{Lien web}} et/ou {{Bibliographie}}. Le mode d'édition visuel peut mettre en forme automatiquement les références.
- Insérer une infobox (cadre d'informations à droite) n'est pas obligatoire pour parachever la mise en page.

Pour une aide détaillée, merci de consulter Aide:Wikification.
Si vous pensez que ces points ont été résolus, vous pouvez retirer ce bandeau et améliorer la mise en forme d'un autre article.
Le lieutenant général Étienne Eugène De Greef (31 août 1900 - 14 février 1995[réf. nécessaire]) était un ministre de la Défense belge, servant sous deux premiers ministres belges successifs (d'abord Pholien, puis Van Houtte) entre 1950 et 1954. Son mandat a coïncidé avec l'intervention belge dans la guerre de Corée, ainsi que d'importantes négociations sur la Communauté européenne de défense.

## Contexte et carrière
De Greef était issu d'une famille wallonne.[réf. nécessaire]

## De Greef et la guerre de Corée
Bien que De Greef n'ait pas été le ministre qui a pris la décision d'envoyer des soldats belges à la mission de l'ONU en Corée, il a exercé ses fonctions pendant toute la durée du conflit.
Le prédécesseur de De Greef (Henri Moreau de Melen du Parti social chrétien) a démissionné de son mandat tôt pour se porter volontaire pour servir en Corée. Le propre fils de De Greef, le capitaine Guy de Greef (décrit comme « un superbe officier ») commanda la Compagnie C du Corps des volontaires belges en Corée en 1953, à la bataille de Chatkol.

## Autres événements
De Greef a participé aux négociations de la Communauté européenne de défense et de l'Organisation du traité de l'Atlantique nord.
Sous De Greef, la Belgique a promis de fournir 12 soldats pour 1 000 habitants. L'entraînement militaire obligatoire est passé de un à deux ans et l'effectif total de l'armée est passé à 150 000 hommes.